# Insolatie

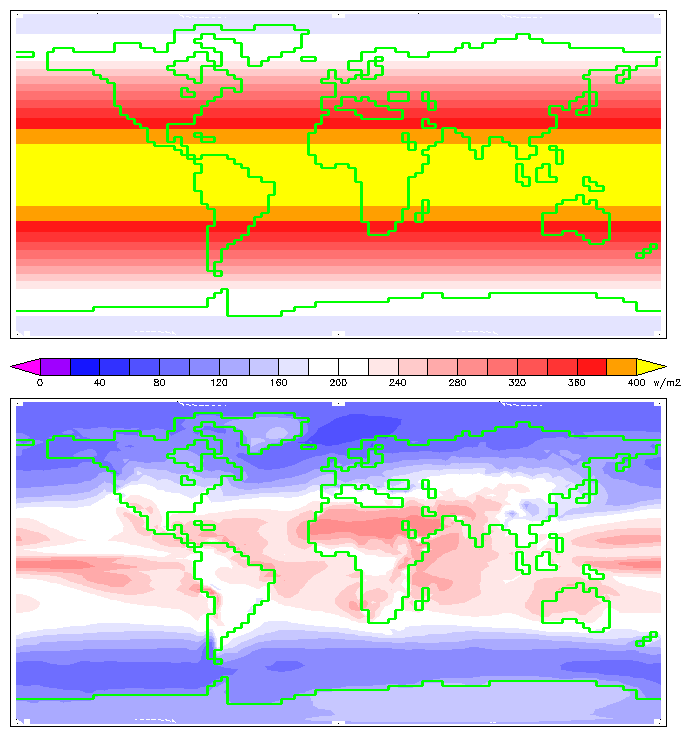
Gemiddelde jaarlijkse insolatie. De bovenste afbeelding geeft de insolatie buiten de atmosfeer, de tweede geeft de insolatie aan op het Aardoppervlak. Het verschil kan verklaard worden door reflectie en absorptie.

Insolatie (van het Latijnse woord insolare, blootstellen aan de zon) is de totale hoeveelheid zonnestraling die een bepaald gebied over een bepaalde periode van tijd ontvangt. De Wereld Meteorologische Organisatie raadt aan om als eenheid MJ/m2 of J/mm2 te gebruiken. Wanneer men de totale insolatie deelt door het tijdsbestek krijgt men de bestralingssterkte. In de industrie van zonnepanelen en zonnecollectoren wordt ook wel de eenheid Wh/m2 gebruikt. 

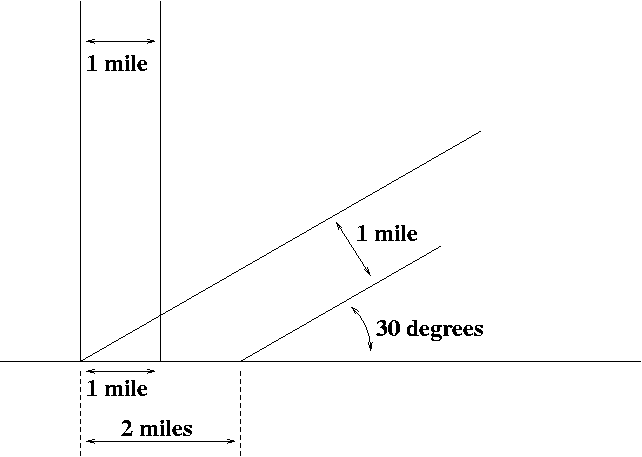
Een zonnestraal schijnt op de grond met een hoek van 90°, en een andere met een hoek van 30°. De energie van de tweede zonnestraal wordt over een tweemaal zo groot oppervlak verspreid, wat een lagere insolatie tot gevolg heeft.

Het grootste deel van deze energie wordt omgezet in warmte, en een klein deel wordt gebruikt door planten en zonnepanelen om andere vormen van energie te produceren. De insolatie is het grootst wanneer de zon loodrecht boven het aardoppervlak staat. Bij een kleinere hoek tussen het oppervlak en de zon neemt de insolatie af. Daardoor komt er minder zonlicht op de polen terecht en is het daar kouder.  
De insolatie kan worden gemeten met een pyranometer. 